# タシュケントタワー
タシュケントタワー（ウズベク語: Тошкент Телеминораси / Toshkent Teleminorasi）は、ウズベキスタンのタシュケントにある塔である。

## 概要
1978年から建設が開始され、1985年の1月15日に営業が開始された。建築当時は世界4位の高さを誇っていた。現在も中央アジアで最も高い建築物であり、世界第11位、CIS諸国中2位と、世界屈指の高さを維持している。タシュケントの名所のひとつである。
外見は鋼とカンチレバーを用いたユニークなもので、中国のオリエンタルパールタワーを髣髴させる。

## 使用目的
ラジオ塔、テレビ塔の両方の役目を果たす。電波はタシュケント州の最も遠い距離まで届き、カザフスタン南部でも感知できる。さらに、政府間の通信にも利用される。

## その他
展望デッキは高さ95メートル地点にある。
タワーの下には広大な庭園もあり、その中には日本庭園もある。